# Hoplita

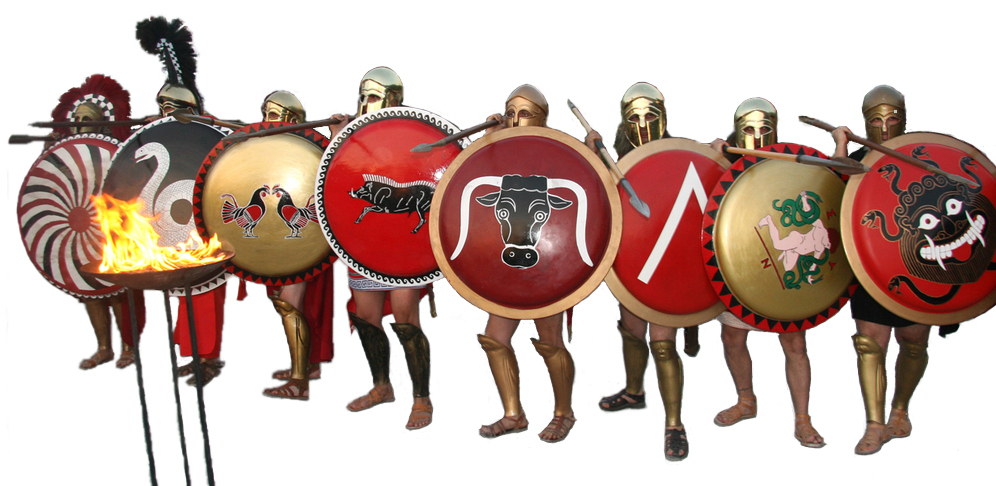
Recreación de una formación hoplita.

El hoplita era un ciudadano-soldado de las Ciudades-Estado de la Antigua Grecia. Su nombre (del griego antiguo ὁπλίτης, hoplitēs) deriva de hoplon (ὅπλον, plural hopla, ὅπλα), lo que quiere decir 'arma'. Era un soldado de infantería pesada, en contraposición al gimneta (griego antiguo γυμνής, gymnếs, «desnudo») y al psilós (griego antiguo ψιλός, psilós, «desnudo» también), soldados de infantería ligera. Estaban principalmente armados con lanzas y escudos. Utilizaban la formación en falange con el objetivo de ser lo máximo efectivos posibles con la menor cantidad de hombres. Esta formación disuadía a los soldados de actuar en solitario, ya que esto comprometería la formación y mermaría su fuerza.
Estos soldados aparecieron a finales del siglo VII a. C. Formaban parte de una milicia ciudadana, normalmente ciudadanos libres, aunque en situaciones excepcionales se podía hacer uso de esclavos, los cuales actuaban como infantería auxiliar. Los ciudadanos debían costearse ellos mismos el armamento, equipamiento y entrenamiento, por lo que estaba limitado a ciudadanos con una riqueza mínima; usualmente pequeños propietarios de tierra y artesanos. Aproximadamente componían un tercio de la población masculina total en la ciudad de Atenas. Casi todos los griegos conocidos de la Antigüedad clásica lucharon como hoplitas, incluso filósofos (como Sócrates) y dramaturgos.
Debido a que los hoplitas no eran soldados profesionales, las ciudades-estado mantenían una pequeña élite militar. Conocidos como epilektoi ("los elegidos" en español), eran entrenados y mantenidos regularmente por los gobiernos de las Ciudades-Estado. Eran elegidos de entre la infantería ciudadana regular.
Los hoplitas se entrenaban como milicias, por lo que estaban diseñados para luchar en campañas cortas y batallas rápidas. La excepción eran los guerreros espartanos, que eran soldados especializados, y que tenían en sus estados tierras asignadas a las clases bajas que eran quienes se encargaban de ellas. Los ejércitos marchaban directamente hacia su objetivo. Allí, los defensores podían esconderse tras las murallas de la ciudad; en ese caso los atacantes debían contentarse con hacer estragos en el campo, aunque los primeros también podían decidir encontrarse con ellos en el campo de batalla. Las batallas entonces tendían a ser decisivas. Eran cortas, sangrientas y brutales, por lo que se necesitaba un alto grado de disciplina. Los hoplitas atenienses y plateos fueron el primer ejército griego en derrotar al ejército persa en campo abierto, en la Batalla de Maratón. El ejército persa fue derrotado debido a la ineficacia de sus arqueros ante el rápido ataque de los griegos, además de la revolucionaria táctica de engordar los flancos, debilitando el centro de la formación, dispuesta por el estrategos griego Milcíades. Además, esta unidad griega participó en la Batalla de las Termopilas y de Platea.
Ambas fuerzas se alineaban en una llanura, con una formación rectangular aproximada, alrededor de ocho filas, aunque esto variaba. Otras fuerzas eran menos importantes; como los hippeis (caballería), que se situaban en los flancos, y tanto la infantería ligera como las tropas que lanzaban proyectiles eran insignificantes. Los hoplitas más conocidos eran los hoplitas espartanos, que eran entrenados desde su niñez en el combate y en la guerra, para convertirlos en una fuerza de ataque superior y excepcionalmente disciplinada.

## Etimología
La palabra hoplita (Griego antiguo: ὁπλίτης, hoplítēs; plural: ὁπλῖται hoplĩtai) deriva de la palabra hoplon (ὅπλον : hóplon; plural hópla ὅπλα) que era referente al equipamiento hoplita. En el Ejército Moderno Griego, la palabra hoplita (Griego moderno: oπλίτης : oplítîs) significa soldado de infantería.

## Historia

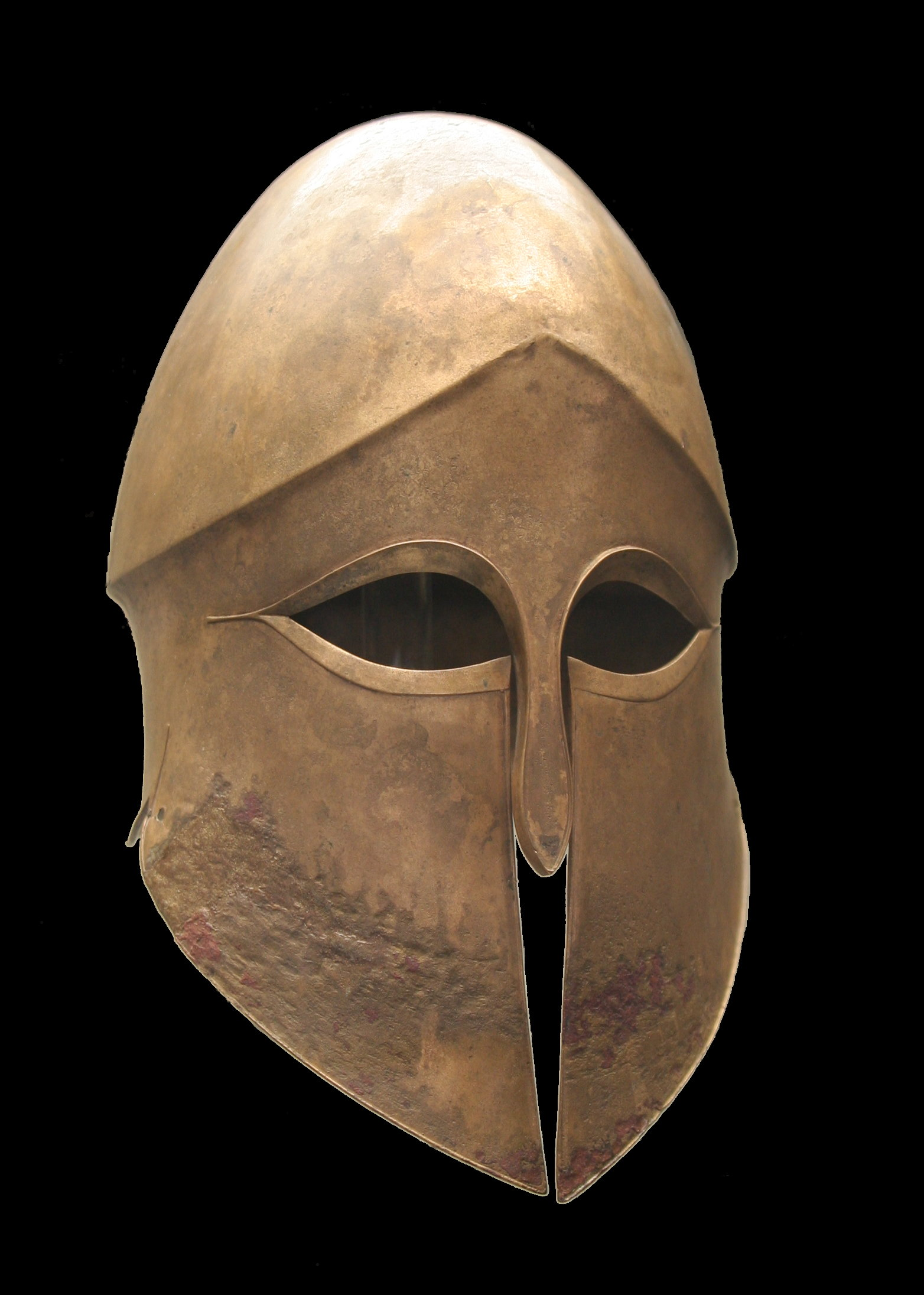
Casco corintio de bronce, de aproximadamente el año 500 a. C. Staatliche Antikensammlungen (Inv. 4330)

La formación hoplítica se extendió por toda Grecia probablemente en el 700 al 650 a. c. Se la llama «revolución hoplítica». Esta datación se funda en un pasaje de Política de Aristóteles, que evoca la sustitución de los combatientes a caballo por la falange hoplítica. Se apoya en la ausencia de la descripción de combates en masa en Homero. Ahora bien, la Ilíada describe enfrentamientos de naturaleza hoplítica: ¿hay que considerar dichos pasajes como interpolados? La evolución del armamento tuvo lugar en esta época. La coraza fue modificada, al escudo se le añadió una segunda correa permitiendo un mejor asimiento. Sin embargo, algunas mejoras se remontan al siglo VIII a. C.: la tumba que encerraba la «panoplia de Argos» está datada en 720 a. C.
Las representaciones gráficas de la guerra, por ejemplo de la cerámica geométrica, no son necesariamente concluyentes: la representación de duelos constituye una convención que simboliza tanto una batalla entera como el enfrentamiento de algunos hoplitas. Inversamente, el Vaso de los guerreros de Micenas, datado en 1120 a. C., muestra filas de soldados de infantería pesada armados con escudos redondos y recortados, y que llevan corazas de cuero y de metal.
El pasaje de Aristóteles es revelador de la evolución política que intervino en las polis (ciudades) del siglo VII a. C. La incorporación de los no nobles en las filas de los hoplitas, y el entrenamiento regular requerido para poder efectuar las maniobras en formación dio a la clase media un sentido de cohesión que tuvo importantes consecuencias políticas: los caballeros, hippeis (Ἱππείς), perdieron su prestigio y los hoplitas en adelante jugaron un papel decisivo en las batallas, los cuales reclamaban una mayor participación en el gobierno de la polis. Puesto que esta clase social participó activamente en la defensa de la ciudad, tenía lógicamente la palabra cuando se trataba de partir a la guerra. Además, la solidaridad nacida en los combates y campañas perduraba en los debates políticos. La clase media adquirió también un poder de decisión en otros dominios de la vida política en la polis democrática.
Esparta adoptó el estilo hoplita de combate aproximadamente entre los años 680 y 660 a. C. La armadura de los hoplitas se difundió en Etruria y en Roma hacia finales del siglo VII a. C.

## Equipamiento

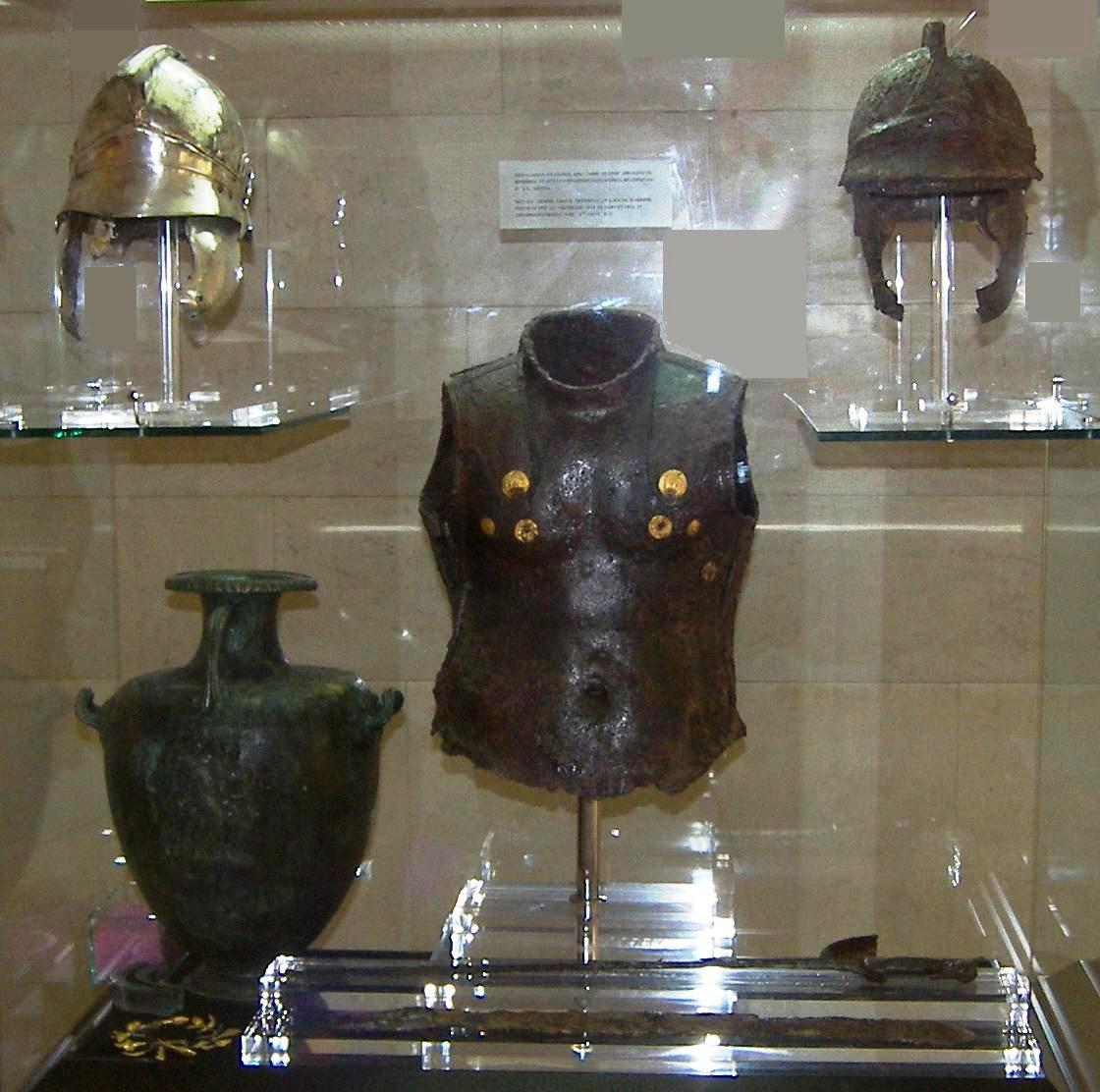
Armadura hoplita exhibida en el Museo Arqueológico de Corfú. Nótese las incrustaciones de oro en torno al área pectoral en el peto de bronce del centro de la vitrina. El casco arriba a la izquierda es una versión restaurada del casco oxidado de la derecha.

Los hoplitas se armaban generalmente poco antes de la batalla, pues su armamento era muy pesado: el peso total de la armadura hoplita estaba entre los 22 y los 27 kilogramos. Cada hombre se hacía con su propio equipo que no era uniforme en el ejército. Como resultado de la no existencia de un equipo común, a menudo las tropas amigas no se reconocían. Típicamente, un hoplita tenía una coraza (θώραξ, thốrax) de bronce que reproducía la forma de los músculos del torso, las cnémidas (griego antiguo knêmis) para protección de las tibias, un casco (κράνος, krános) de bronce con protecciones para las mejillas, más un escudo de forma circular llamado aspis, que medía un metro de diámetro. También se le puede llamar hoplon. El aspis (ἀσπίς, aspís) era un escudo hecho de madera, a veces con chapa de bronce. Era muy pesado (de 8 a 12 kg) y cubría desde el mentón hasta la rodilla. En la cultura militar espartana, que un soldado tirara el aspis era inadmisible. Se decía «Vuelve a casa con este escudo o sobre él». 
Cada griego hoplita tenía una armadura diferente, hecha a medida, y en el escudo colocaba los símbolos de su familia. Por el contrario, los espartanos tenían el mismo uniforme y la letra griega lambda (Λ) en sus escudos, en referencia a su tierra de origen, Lacedemonia (Esparta). Cada espartano llevaba una capa escarlata, presentándose como espartano, aunque esta capa nunca se llevaba en combate. El diseño de los cascos solía variar con el tiempo:
- El casco corintio era el casco más popular. Entre los espartanos, este estaba reservado para los líderes y jefes de filas, mientras que en otras ciudades ocurría lo contrario.
- El casco tracio tenía una gran visera en la frente, que además protegía la cara. Todos los cascos estaban hechos de bronce.

La linotorax, utilizada desde época micénica y por otros pueblos también, era un modelo más ligero, cómodo y flexible que la coraza de bronce, aunque ofrecía menor protección. Estaba fabricada por varias capas de lino, entre unas quince o veinte, encoladas entre sí y las endurecían sumergiéndolas en vinagre y sal. Podían ser reforzadas para otorgar mayor protección frente a ataques punzantes con escamas de bronce o láminas cuadradas no superpuestas cosidas a la linotorax. Solían disponerse estas escamas en la cintura, pero también se ponían en hombreras e incluso el pecho. En la parte de la nuca tenía un saliente que se prolongaba para otorgar mayor protección a esa parte, y de la cintura colgaban dos capas de tiras (pteryges) superpuestas unas encima de otras de manera que no dejaban huecos entre sí, protegiendo así el bajo vientre y muslos sin restar movilidad.

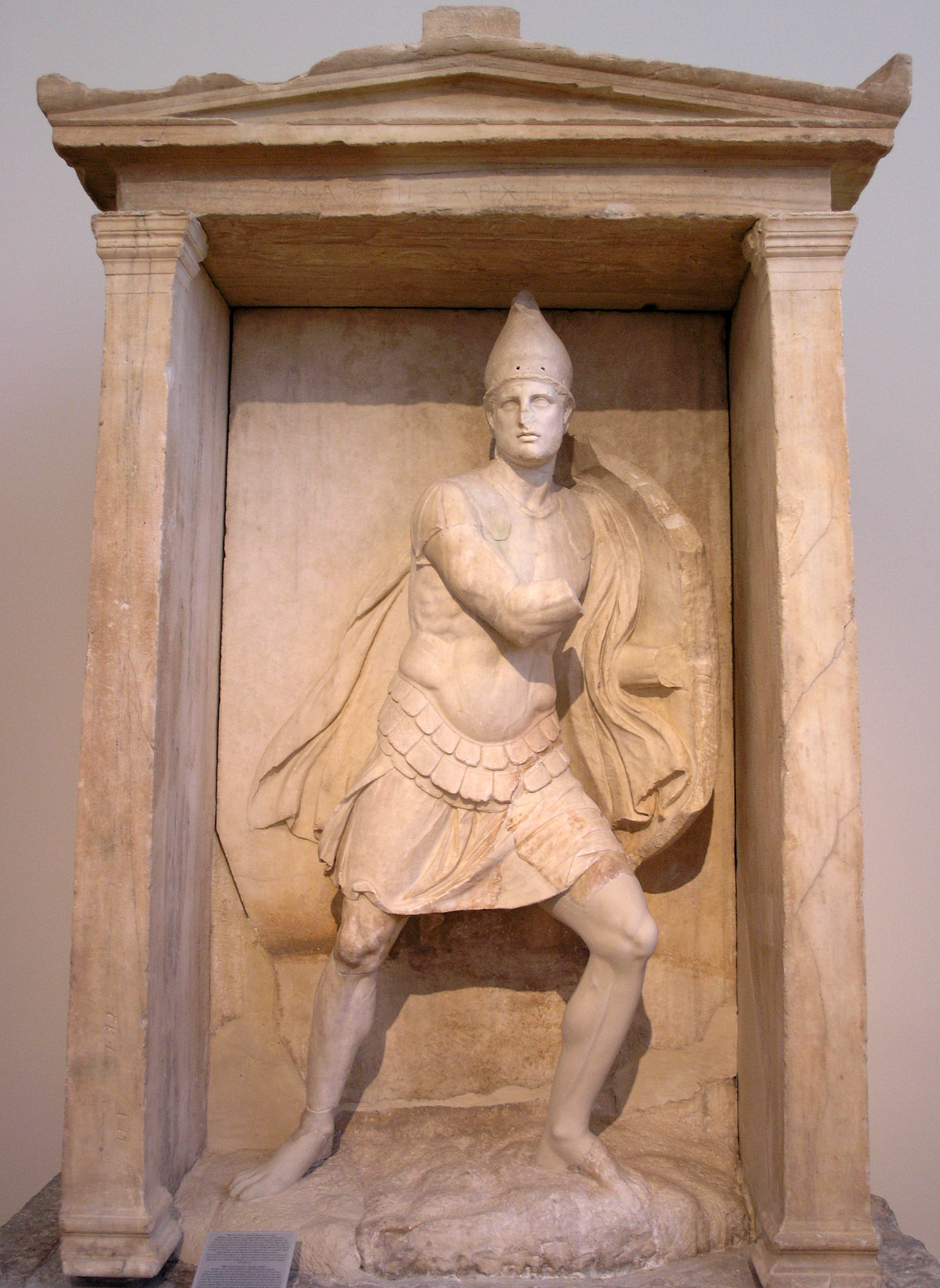
Joven portando la panoplia completa de hoplita, estela funeraria, 325-350, Museo Arqueológico Nacional de Atenas.

El arma primaria era la lanza de alrededor de 2,7 m de largo llamada doru (δόρυ, dóry). Los hoplitas también llevaban una espada corta llamada xifos (ξίφος, xíphos). La espada corta era un arma secundaria, para después de que la lanza quebrase. También, si el enemigo se retiraba, tiraban la lanza y el escudo, y después le perseguían. Protegían sus piernas con unas grebas, denominadas cnémidas (κνημῖδες, knêmĩdes). Todas las armas y armaduras estaban hechas principalmente de bronce. El equipamiento era muy costoso, así que sólo los ricos podían permitirse ser hoplitas. Los soldados, en ocasiones, heredaban el equipo de sus padres o abuelos. Si el soldado era lo suficientemente rico, podía comprar un caballo y servir en la caballería regular, llamada hippeis, o en la caballería preparada para las escaramuzas, llamada Hippakontistai (lanzadores de jabalina montados). En algunas ciudades estado, era obligatorio servir durante unos años como soldado. Pero, desde luego, debían comprarse sus armas y su equipo. Después de los años de servicio, podía continuar su carrera militar o ganarse la vida con otra profesión. Pero en la cultura espartana, cada ciudadano tenía que ser un soldado, así que los ilotas hacían sus trabajos y cultivaban sus campos. A cada espartano le pertenecía una granja trabajada por hilotas. Cada soldado obtenía una pensión, al igual que beneficios y una paga.
Como contraste, cabe destacar a otra infantería contemporánea, que solía llevar una armadura más ligera y lanzas más cortas, jabalinas o arcos. El escudo mediano del hoplita permitía ser apoyado en el hombro. En formación, los escudos eran superpuestos de manera que defendiesen el lado izquierdo de su dueño, y el derecho del vecino. Es un tema de discusión para los historiadores si los hoplitas usaban la lanza por debajo o por encima del brazo.

## Tácticas

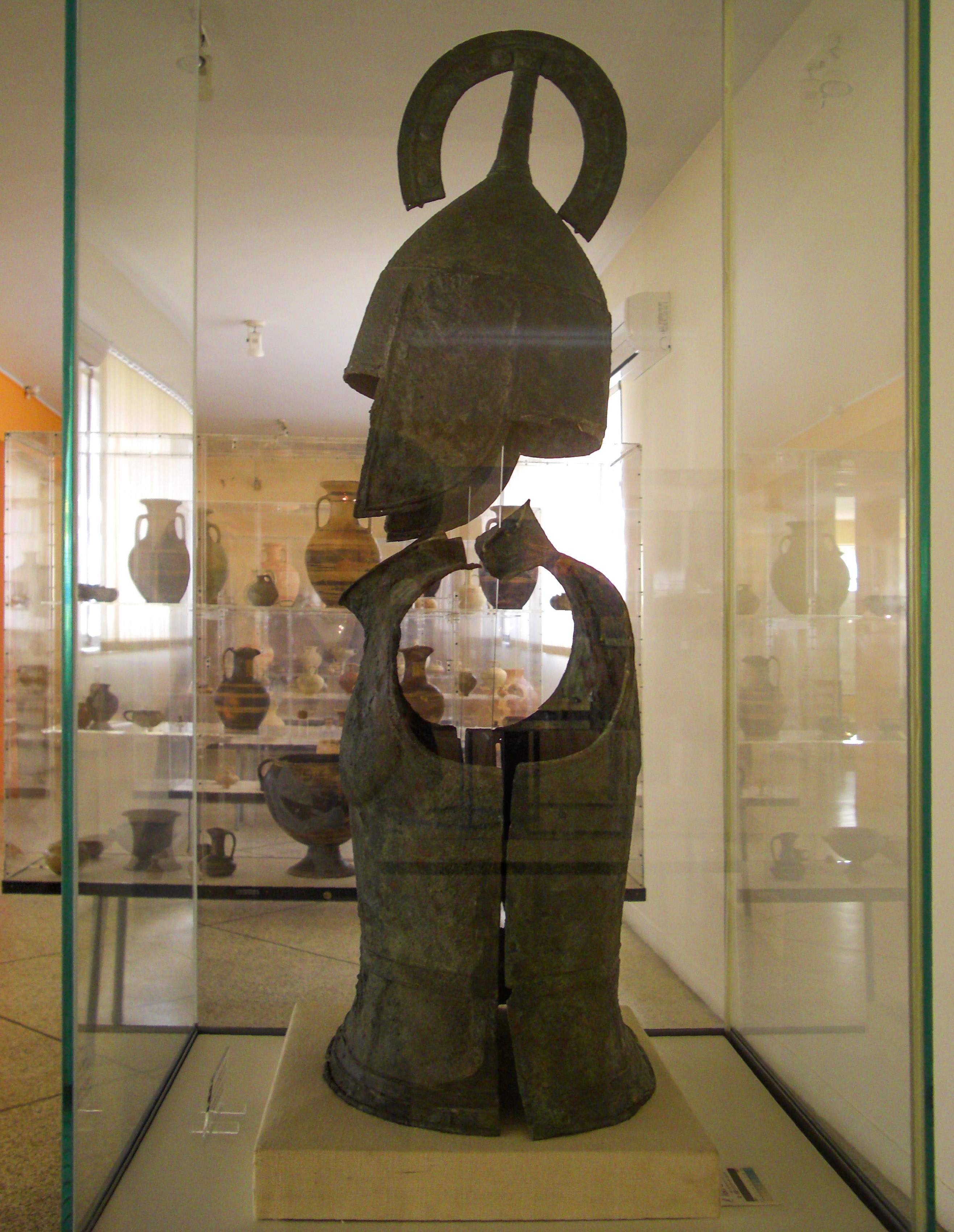
Armadura de hoplita, la más antigua hallada en Grecia, fechada hacia 720 a. C. Museo Arqueológico de Argos.

La fuerza de los hoplitas estaba en el combate sorpresa. Los dos ejércitos chocaban con la esperanza de romper o rodear la línea enemiga. De no ser posible esto, la batalla se convertía en una serie de empujones, con la retaguardia intentando que la vanguardia penetrase en la línea enemiga. Esta maniobra era conocida como el othismos. Las batallas raramente duraban más de una hora. Una vez que una de las líneas se rompía, los vencidos escapaban del campo, seguidos por la caballería o los peltastas. Si un hoplita escapaba, en ocasiones se le obligaba a dejar su voluminoso aspis, y caía en desgracia para su familia y amigos. Las bajas eran leves comparadas con las batallas modernas y raramente superaban el cinco por ciento en el bando perdedor, pero en estas bajas solían estar los ciudadanos más importantes y los generales que lideraban la vanguardia.
Por ello, toda la guerra podía ser decidida en una sola batalla; la victoria se reforzaba con el rescate pagado a los vencedores por los vencidos, llamado "la costumbre griega". Los espartanos nunca huirían de la batalla, por el contrario, luchaban hasta la muerte.
Un hoplita en formación estaba protegido por la mitad derecha de su escudo (llevado en su brazo izquierdo) y por la mitad izquierda del escudo del hombre a su derecha. Por lo tanto, el hombre del extremo derecho de la falange estaba solo protegido a medias. En la batalla, las falanges opuestas explotarían su debilidad dirigiéndose al flanco derecho de su enemigo. La formación del hoplita se llamaba la falange. Los soldados más fuertes estaban a la derecha. En una falange había una serie de filas, y los líderes de cada una de ellas se situaban en la parte derecha. Había un instructor veterano en la retaguardia manteniendo el orden. Hasta el siglo VIII a. C., los soldados luchaban "por libre", por lo que las batallas se basaban en el heroísmo. La clave de la batalla estaba en golpearlos con el hoplon de los hoplitas y apuñalar al enemigo en la cara y en el torso. La principal debilidad de las tácticas era el limitado uso combinado de las armas, con arqueros o tropas ligeras usados escasamente. Los ilotas acompañaban normalmente a los espartanos en la batalla, montando los campamentos o haciendo tareas para los espartanos. Las formaciones y las tácticas variaban en el tiempo y en las ciudades.

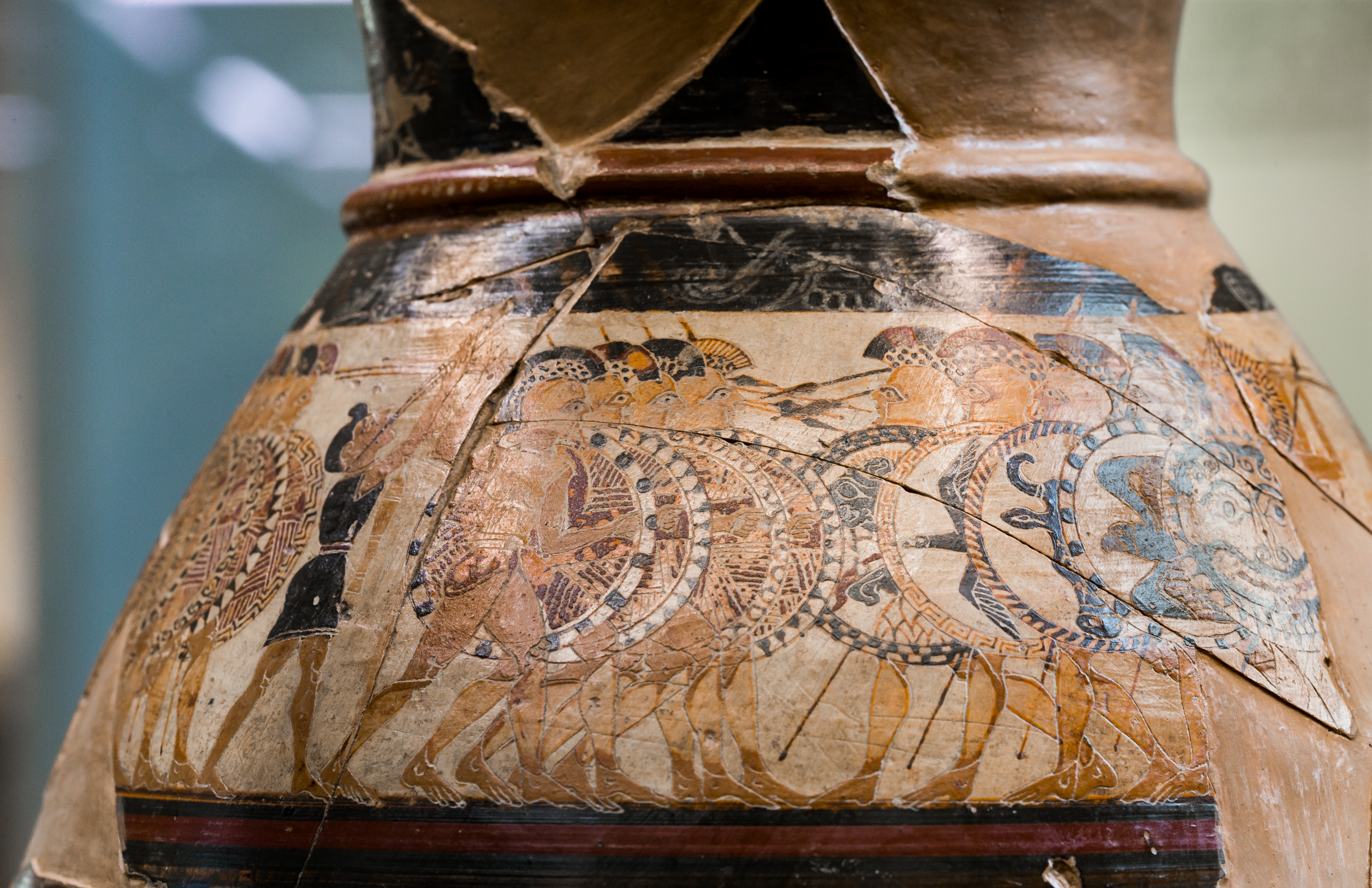
Detalle del olpe de Chigi que representa a los hoplitas en acción (Museo Nacional Etrusco, Roma)

Uno de los primeros problemas con la formación de los hoplitas era la incapacidad de marchar recto cuando entraban en combate. Esto estaba causado por la tendencia normal de los soldados de acercarse lo máximo al vecino (y por lo tanto a su escudo) para estar bien protegidos. Esto lo cuenta Epaminondas de Tebas a principios del siglo IV a. C.. La innovación fue entrenar a los hoplitas para que marchasen en diagonal. Antes de eso, sólo los espartanos habían conseguido marchar en línea recta, pero gracias a intensos años de disciplina y entrenamiento.

## Ascensión y caída

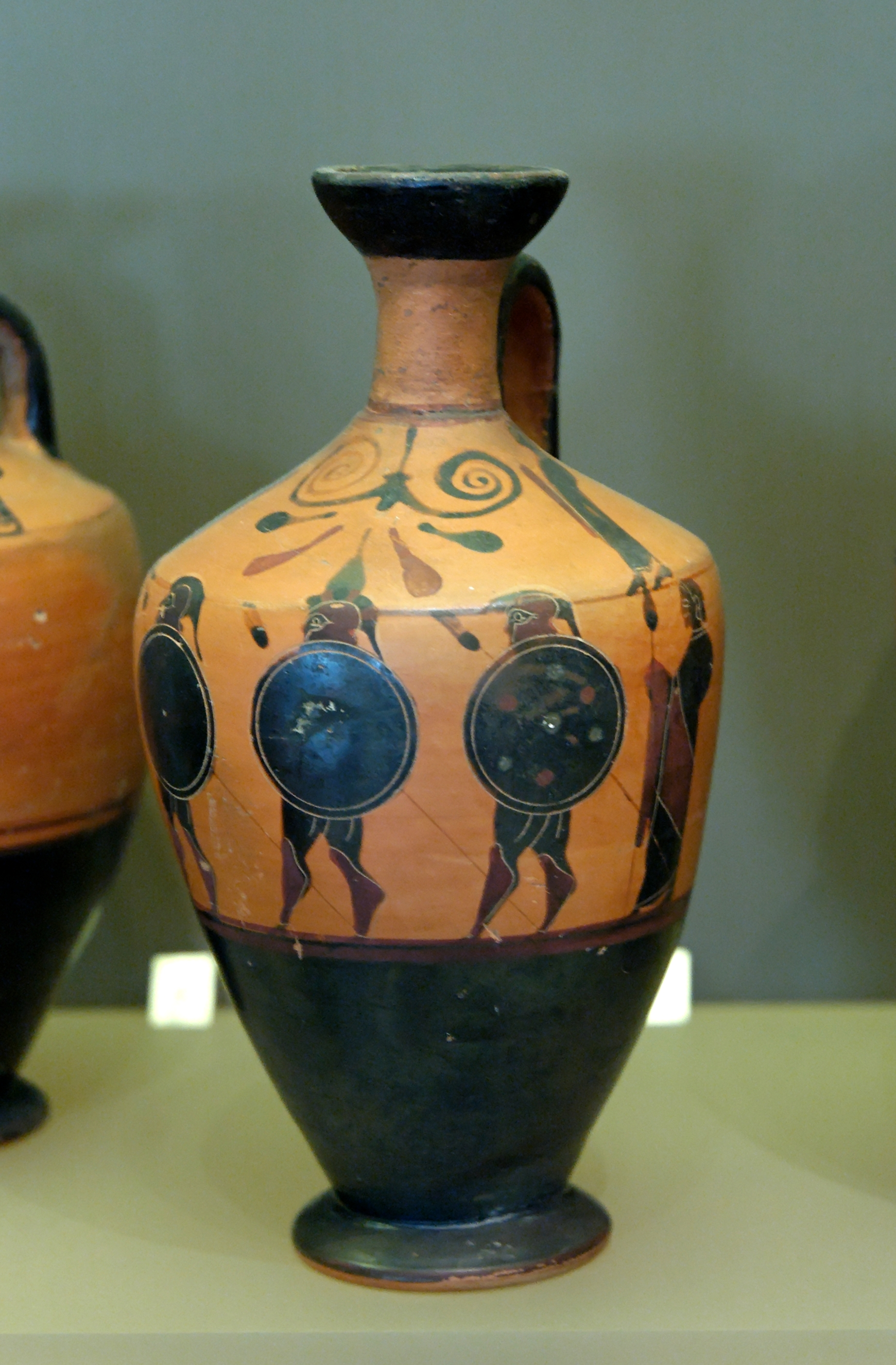
Hoplitas representados en una vasija ática de figuras negras (510-500 a. C.).

La ascensión y caída de los hoplitas en la guerra estaba íntimamente conectada con el ascenso y caída de la ciudad estado. Durante las guerras médicas, a menudo se obligaba a los hoplitas a correr hacia los arqueros, para envolverlos en una lucha cuerpo a cuerpo, donde vencerían; además, en la guerra del Peloponeso, tropas armadas con proyectiles como los peltastas se fueron haciendo progresivamente más dominantes. Como resultado, empezaron a llevar menos armadura, espadas más cortas y en general se acostumbraron a una mayor movilidad, lo que conduciría al desarrollo de los ekdromoi, los hoplitas ligeros. De todos modos los hoplitas entraron en decadencia: hubo tres grandes batallas en la guerra del Peloponeso y ninguna resultó decisiva. En cambio se incrementaron las murallas, los mercenarios, la marina, la maquinaria de asedio, etc. 
Estas reformas hicieron posible las guerras de desgaste y aumentaron las bajas en las batallas. Muchas de estas reformas fueron combinadas por el brillante general Epaminondas, cuyas tácticas eran la base de la falange de Filipo II de Macedonia, usada como un suplemento de la caballería. Estas fuerzas vencieron al último gran ejército de hoplitas en la batalla de Queronea (338 a. C.), tras esto Atenas y sus aliados se unieron al imperio helenístico. Estas mejoras condujeron a la ascensión de los más versátiles ejércitos macedonios.

## Legado
El estilo de guerra hoplita fue practicado también alrededor de todo el Mar Mediterráneo. Como nota particular, los etruscos luchaban como milicias, algo adoptado de la colonias griegas de la Magna Grecia. Los romanos desarrollaron la formación hoplítica, de la que deriva la legión romana, que dominaría la historia militar occidental durante cientos de años.

## Sistema hoplítico
La organización de la guerra en la Antigua Grecia derivada del nuevo sistema hoplítico se basaba en el combate cerrado y la formación compacta.
Tirteo describe así el combate de una formación cerrada de hoplitas: 

Los que se atreven en fila cerrada a luchar cuerpo a cuerpo y a avanzar en vanguardia, en menor número mueren y salvan a quienes les siguen. Los que tiemblan se quedan sin nada de honra. Nadie acabaría de relatar uno a uno los daños que a un hombre le asaltan si sufre la infamia. Pues es agradable herir por detrás de un lanzazo al enemigo que escapa a la fiera refriega; y es despreciable el cadáver que yace en el polvo, atravesado en la espalda por punta de lanza trasera. Así que todo el mundo se afiance en sus pies, y se hinque en el suelo, mordiendo con los dientes el labio, cubriéndose los muslos, el pecho y los hombros con el vientre anchuroso del escudo redondo. Y en la mano derecha agite su lanza tremenda, y mueva su fiero penacho en lo alto del casco. Adiéstrese en combates cumpliendo feroces hazañas, y no se quede, pues tiene su escudo, remoto a las flechas. Id todos cuerpo a cuerpo, con la larga lanza o la espada herid y acabad con el fiero enemigo. Poniendo pie junto a pie, apretando escudo contra escudo, penacho junto a penacho y casco contra casco, acercad pecho a pecho y luchad contra el contrario, manejando el puño de la espada o la larga lanza. Frag. 11

La protección del hoplita estaba asegurada por un tipo de grebas (conocidas como cnémidas), un casco y una coraza de bronce, así como por un escudo circular de unos 90 cm de diámetro (el aspis), hecho también de bronce o de un armazón de madera o mimbre y recubierto de piel.
La principal originalidad de este hoplon, que constituirá el arma emblemática de los hoplitas, consistía, sin embargo, en no colgarse del cuello por una correa, sino por llevarse en el antebrazo izquierdo, embrazado por una abrazadera central y una correa periférica como asidero. De esto se derivaban dos consecuencias esenciales. Por un lado, el hoplita solo disponía del brazo derecho para manejar sus armas ofensivas: una lanza de madera (dory), de una longitud aproximada de 2,50 m, provista de una punta y de un contrapeso de hierro o de bronce, así como una espada corta (xifos) para la lucha cuerpo a cuerpo.
Por otro lado, la protección de su flanco derecho, relativamente descubierto, tenía que asegurarse por un compañero de fila dentro de una falange suficientemente compacta (habida cuenta asimismo de la limitación de visibilidad y agilidad de los combatientes impuesta por el casco y la coraza). Hay que admitir que esta doble innovación técnica y táctica coincide con una extensión del reclutamiento a todos aquellos que estaban en condiciones de dotarse de ese armamento (los zeugitas en Atenas) y, por tanto, con una relativa ampliación del cuerpo cívico más allá de los límites de la aristocracia tradicional.